# Fedotovia
Fedotovia Charitonov, 1946 è un genere di ragni appartenente alla famiglia Gnaphosidae.

## Distribuzione
Le 5 specie note di questo genere sono diffuse in Australia: quattro di esse sono endemismi dell'Australia Occidentale.

## Tassonomia
Le caratteristiche di questo genere sono state determinate dallo studio degli esemplari tipo di Fedotovia uzbekistanica Charitonov, 1946.
Questo genere è stato rimosso dalla sinonimia con Eilica Keyserling, 1891, e considerato genere valido appartenente alle Gnaphosinae a seguito di un lavoro degli aracnologi Ovtsharenko e Platnick del 1991 contra un analogo lavoro di Platnick & Shadab (1981c).
Non sono stati esaminati esemplari di questo genere dal 2015.
Attualmente, a settembre 2015, si compone di 4 specie:
- Fedotovia feti Fomichev & Marusik, 2015 — Mongolia
- Fedotovia mikhailovi Fomichev & Marusik, 2015 — Mongolia
- Fedotovia penicillata Marusik, 1993 — Mongolia
- Fedotovia uzbekistanica Charitonov, 1946[2] — Asia centrale, Afghanistan, Mongolia

### Sinonimi
- Fedotovia lindbergi Roewer, 1961; trasferita dal genere Gnaphosa Latreille, 1804 e posta in sinonimia con Fedotovia uzbekistanica Charitonov, 1946, a seguito di un lavoro degli aracnologi Ovtcharenko, Platnick & Song del 1992[1].